# Kombo South
Il distretto di Kombo South è un distretto del Gambia nella Divisione della West Coast con 62.531 abitanti al censimento del 2003.

## Società

### Evoluzione demografica
In base ai dati del censimento 1993 la popolazione del distretto era così suddivisa dal punto di vista etnico:
| Etnia       | Abitanti | %     |
| ----------- | -------- | ----- |
| Mandingo    | 19.238   | 52,47 |
| Fulani      | 2.612    | 7,12  |
| Wolof       | 943      | 2,57  |
| Jola        | 7.231    | 19,72 |
| Serahule    | 207      | 0,56  |
| Altre etnie | 3.430    | 9,35  |